# Fianarantsoa
Fianarantsoa zvana i Fianar, četvrti grad po veličini sa svojih 160 550 stanovnika na jugu u unutrašnjosti Madagaskara, glavni grad Provincije Fianarantsoa u Regiji Gornja Matsiatra (Haute Matsiatra). 
Grad je središte sveučilišta izgrađenog 1972. i središte rimokatoličke dijeceze.
Fianarantsoa na malegaškom znači gdje se dobro uči. Ona je kulturno i intelektualno središte cijelog otoka, a taj status je stekla u kolonijalnom razdoblju kad su u njoj izgrađene neke od najstarijih protestantskih i luteranskih katedrala na otoku i počela s radom najstarija teološka škola (također luteranska) kao i rimokatolička nadbiskupija. 
Danas je Fianarantsoa poznata, između ostalog i kao glavni proizvođač vina na Madagaskaru, zbog velikog broja vinograda i vinarija u gradu i okolini.

## Povijest
Osnivanje Fianarantsoe 1830., pripisuje se kraljici Merini Ranavaloni. Ona je željela učvrstiti svoju vlast u tek osvojenom kraljevstvu plemena Betsileo, zbog toga je Fianarantsoa građena s namjerom da bude druga prijestolnica (uz Antananarivo) i snažna vojna utvrda kako bi štitila jug središnje visoravni. Planiranje grada očito je bilo inspirirano Antananarivom.
Dolaskom europskih misionara, Fianarantsoa je postala važno središte za širenje katoličanstva, za razliku od Antananariva, koji je uglavnom bio pod nadzorom protestantske crkve.
Veliki dio današnjeg grada izgrađen je u dvadesetim godinama 20. stoljeća, po urbanističkom uzoru na Antananarivo, s podjelom na gornji (Ambozontanyjeva katedrala i povijesne građevine), srednji (uredi i banke) i donji grad (trgovački centar i željeznička postaja).
Fianarantsoa je poznata po političkom aktivizmu i bila je jedna od vrućih točaka za vrijeme malegaške političke krize 2002. godine. Studenti su većinom simpatizeri ljevičarskih radikalnih skupina i stranaka. I sam gradonačelnik dolazi iz ljevičarske stranke Pokret za napredak. Tako nije bilo nikakvo čudo kad su u prosvjedima protiv vlade predsjednika Marc Ravalomanana u ožujku 2009., velik broj objekata u vlasništvu predsjednika (uključujući pogone Tiko) opljačkali i zapalili prosvjednici. Nakon tih nemira i pritiska iz vojnih krugova, Ravalomanana je 17. ožujka iste godine dao ostavku na mjesto predsjednika. Te događaje međunarodni tisak opisao je kao pravi vojni udar. Nakon toga vlast u zemlji preuzeo je gradonačelnik Antananariva i medijski mogul Andry Rajoelina, kao vođa tranzicijskog odbora, ali to nije dovelo do mira u zemlji tako da su nastavljene borbe između suprotstavljenih frakcija.

## Zemljopisna i klimatska obilježja
Fianarantsoa se nalazi na jugoistoku malgaške središnje visoravni, leži u kotlini prosječne nadmorske visine 1 200 metara, podijeljena je poput Antananariva na gornji i donji grad i okružena šumama.
Grad je udaljen oko 290 km u pravcu jugoistoka od glavnog grada Antananariva. Klima je oceanska, s primjesama tropske i umjerene kontinentalne klime, koja je ugodnija od obalnog dijela Madagaskara gdje vlada vruća tropska klima.

## Gospodarstvo i promet
Grad posjeduje zračnu luku (IATA: WFI), a s glavnim gradom povezan je državnom cestom 7, koja se produljuje na jug do grada Toliara. Željezničkom prugom Fianarantsoa-Côte Est (FCE) omogućena je povezanost s lukom Manakara (110 km) na istočnoj obali Indijskog oceana
Fianarantsoa je važno industrijsko središte Madagaskara u kojemu su smještene brojne vinarije, Tiko (hrana), a jedan od najvećih poslodavaca u gradu je malegaški automobilski koncern Karenjy koji u suradnji s francuskim Renaultom proizvodi terenske automobile.
Okolina je poznata po proizvodnji grožđa i čaja.

## Vanjske poveznice
- Fianarantsoa na Encyclopædia Britannica